# Heterocheilidae (nématode)
Pour les articles homonymes, voir Heterocheilidae (diptère).
Famille
Les Heterocheilidae sont une famille de nématodes.

## Liste des genres
Selon World Register of Marine Species (20 décembre 2020) :
- genre Dujardinascaris Baylis, 1947
- genre Heterocheilus Diesing, 1839
- genre Typhlophoros von Linstow, 1906